# Mærsk Mc-Kinney Møller
Arnold Mærsk Mc-Kinney Møller, né le 13 juillet 1913 à Copenhague et mort le 16 avril 2012 dans la même ville, est un armateur et homme d'affaires danois. Il dirigeait A.P. Møller-Mærsk, une des plus grandes compagnies mondiales de transport maritimes et première entreprise danoise, créée par son père et son grand-père. Il possédait la seconde fortune danoise après Kjeld Kirk Kristiansen selon le classement 2007 du magazine Forbes.

## Biographie
Il est le fils de l'armateur Arnold Peter Møller, fondateur du groupe A.P. Møller-Mærsk (compagnie maritime et chantiers navals) et de Chastine Estelle Mc-Kinney Møller. Il se maria à Emma Mc-Kinney Møller (1913-2005) en 1940 (le porte-conteneurs géant Emma Maersk lancé en 2006 a été nommé en son honneur). Ils ont eu 3 filles : Leise Mærsk Mc-Kinney Møller (né en 1941), Kirsten Mærsk Mc-Kinney Olufsen (né en 1944) et Ane Mærsk McKinney Uggla (né en 1950). 
Durant la Seconde Guerre mondiale, il s'enfuit aux États-Unis où il résida jusqu'en 1947.
Il devint PDG du groupe familial à la mort de son père. Il prit une semi-retraite en 1993 confiant les responsabilités opérationnelles à Jess Søderberg mais restant président de plusieurs comités au sein du groupe pendant plusieurs années. En 2003, âgé de 90 ans, il se retira complètement mais reste actionnaire de A.P. Møller A/S. De 1970 à 1984, il a été membre du conseil d'administration d'IBM. Mærsk Mc-Kinney est l'un des PDG les plus respectés au Danemark.
Au travers de ces fondations, Mærsk Mc-Kinney Møller a financé le nouvel opéra en face du Palais royal (Amalienborg) à Copenhague. Il finança également Amaliehaven, un parc entre Amalienborg et le port, d'autres donations dont celles, importantes, pour le Fregatten Jylland (musée maritime), le Den Gamleby i Århus (musée à ciel ouvert), l'exposition Rembrandt au Statens Museum for Kunst (musée national des arts), la rénovation du Kastellet in Copenhaget (l'une des plus vieilles forteresses au monde) et la construction d'un nouveau lycée au Slesvig, en Allemagne, pour la minorité danoise.
Mærsk Mc-Kinney a été fait chevalier de l'Élephant, l'une des rares personnalités à en être décoré qui ne soit ni membre d'une famille royale, ni chef d'État. Le 14 juin 2012, la compagnie Maersk a baptisé de son nom le dernier-né de ses porte-conteneurs. Il s'agit alors du plus grand navire de son genre.